# 争取第四国际重建国际联盟
争取第四国际重建国际联盟（英語：International League for the Reconstruction of the Fourth International）是一个已不存在的托洛茨基主义国际组织。该组织起源于第四国际国际委员会。该组织的领导人是Michel Varga。1995年，该组织与革命国际潮流（分裂自国际工人联盟—第四国际）合并为国际工人团结—第四国际。